# Kępa (Pogórze Wielickie)
Kępa (424 m) – wzgórze położone w zachodniej części Pogórza Wielickiego.
Wzgórze usytuowane jest pomiędzy odnogami Lanckorońskiej Góry a najdalej na północ wysuniętej odnogi góry Groby. Kopuła góry jest całkowicie odizolowana od innych wzniesień. Wzgórze częściowo zalesione. Na południowym zboczu góry znajduje się przysiółek Kopań.
Szczyt administracyjnie znajduje się na terenie wsi Lanckorona i Jastrzębia.